# Bartsakis
Die Bartsakis (Chiropotes) sind eine Primatengattung aus der Familie der Sakiaffen (Pitheciidae). Zusammen mit den Sakis werden sie auch als Schweifaffen bezeichnet. Die Gattung umfasst fünf Arten.

## Beschreibung
Bartsakis unterscheiden sich von den Sakis durch einen ausgeprägten Bart, einer Behaarung am Kiefer und am Hals-Brustbereich, die vor allem bei den Männchen stark ausgeprägt ist. Am Kopf haben sie einen „hochtoupierten“ Haarschopf. Ihr Fell ist dunkel, meist schwarz oder dunkelbraun, gefärbt. Es ist dicht, aber kürzer und weniger zottelig als das der Sakis. Der Schwanz ist lang und sehr buschig, er wird nicht zum Greifen, sondern lediglich zum Balancehalten verwendet. Bartsakis erreichen eine Kopfrumpflänge von 33 bis 51 Zentimeter, eine Schwanzlänge von 30 bis 51 Zentimeter und ein Gewicht von etwa 2,5 bis 3,5 Kilogramm. Die Männchen sind etwas größer und schwerer als die Weibchen.

## Verbreitung und Lebensraum
Bartsakis leben im nördlichen Südamerika. Ihr Verbreitungsgebiet umfasst das südliche Venezuela, Guyana, Suriname, Französisch-Guayana und den nördlichen und mittleren Teil Brasiliens. Sie bewohnen Wälder und sind meist in tropischen Regenwäldern zu finden.

## Lebensweise
Wie alle Sakiaffen sind Bartsakis tagaktive Baumbewohner. Sie halten sich meist in der oberen Kronenregion auf, wo sie sich häufig auf allen vieren durch das Geäst bewegen. Sie springen selten, sind allerdings manchmal nur an den Hinterbeinen hängend zu sehen, insbesondere bei der Nahrungsaufnahme. Den Großteil des Tages verbringen sie mit der Nahrungssuche, in der Nacht schlafen sie an dickere Äste geklammert, wobei sie in aufeinanderfolgenden Nächten nie den gleichen Baum benutzen. Bartsakis leben in Gruppen von rund 15 bis 30 Tieren zusammen. Diese Gruppen bestehen aus mehreren Männchen und Weibchen sowie dem gemeinsamen Nachwuchs. Zur Nahrungssuche teilen sie sich oft in kleinere Untergruppen auf, um zur Nachtruhe wieder zusammenzukommen (Fission-Fusion-Organisation). Die Streifgebiete sind relativ groß, sie können bis zu 250 Hektar umfassen, die Tagesstreifzüge können bis zu 5 Kilometer lang sein. Innerhalb der Gruppe verständigen sich diese Primaten durch ein fast vogelähnliches Gezwitscher und hohe Pfeiftöne. Manchmal vergesellschaften sie sich mit anderen Primatenarten wie Kapuziner- oder Totenkopfaffen.

## Nahrung
Den Hauptbestandteil der Nahrung der Bartsakis bilden hartschalige Früchte und Samen. In geringem Ausmaß fressen sie Knospen und andere Pflanzenteile sowie Insekten und eventuell auch kleine Wirbeltiere.

## Fortpflanzung
Einmal im Jahr (häufig in Zusammenhang mit der Regenzeit) bringt das Weibchen nach rund fünfmonatiger Tragzeit ein einzelnes Junges zur Welt. Mit drei Monaten beginnt es, seine Umgebung eigenständig zu erkunden und wird kurz darauf entwöhnt. Mit vier Jahren sind Bartsakis geschlechtsreif. Ihre Lebenserwartung beträgt über 18 Jahre.

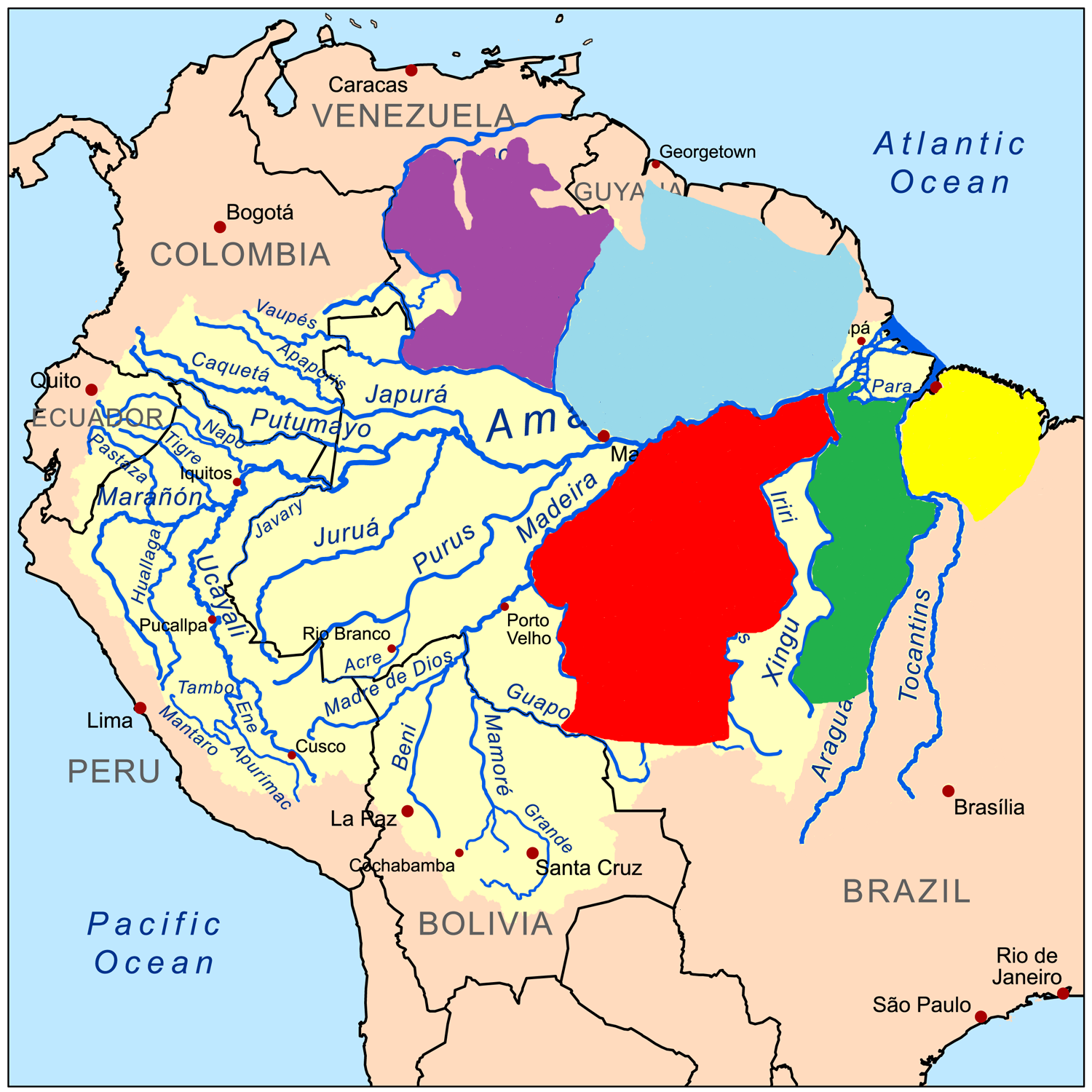
Die Verbreitungsgebiete der fünf Bartsakiarten:
Rotrückensaki
Guayana-Rotrückensaki
Satansaffe
Uta-Hick-Saki
Weißnasensaki

## Systematik
Die Bartsakis bilden zusammen mit den Sakis, den Uakaris und den Springaffen die Familie der Sakiaffen (Pitheciidae). Ihre nächsten Verwandten sind die Uakaris, die eine ähnliche Spezialisierung auf hartschalige Nahrung und ein ähnliches Sozialverhalten zeigen.
Der wissenschaftliche Name ist aus dem griechischen Wort für Hand und dem lateinischen Wort für Trinken gebildet. Er bezieht sich auf die Angewohnheit der Tiere, Trinkwasser mit den Händen aus Bromeliengewächsen zu schöpfen.
Es werden fünf Arten unterschieden:
- Der Weißnasensaki (Chiropotes albinasus) weist als einziger Vertreter eine fleischfarbene Nase auf.
- Der Satansaffe oder Schwarzer Saki (Chiropotes satanas) bewohnt ein kleines Gebiet in Nordostbrasilien und ist vom Aussterben bedroht.
- Der Rotrückensaki (Chiropotes chiropotes) ist im nördlichen Südamerika verbreitet.
- Der Guayana-Rotrückensaki (Chiropotes sagulatus) wurde erst 2002 als eigenständige Art anerkannt.
- Der Uta-Hick-Saki (Chiropotes utahickae) weist ein bräunlicheres Fell als die übrigen Arten auf.

Die drei letztgenannten Arten wurden bis vor kurzem mit dem Satansaffen zu einer gemeinsamen Art zusammengefasst.